# 약용식물

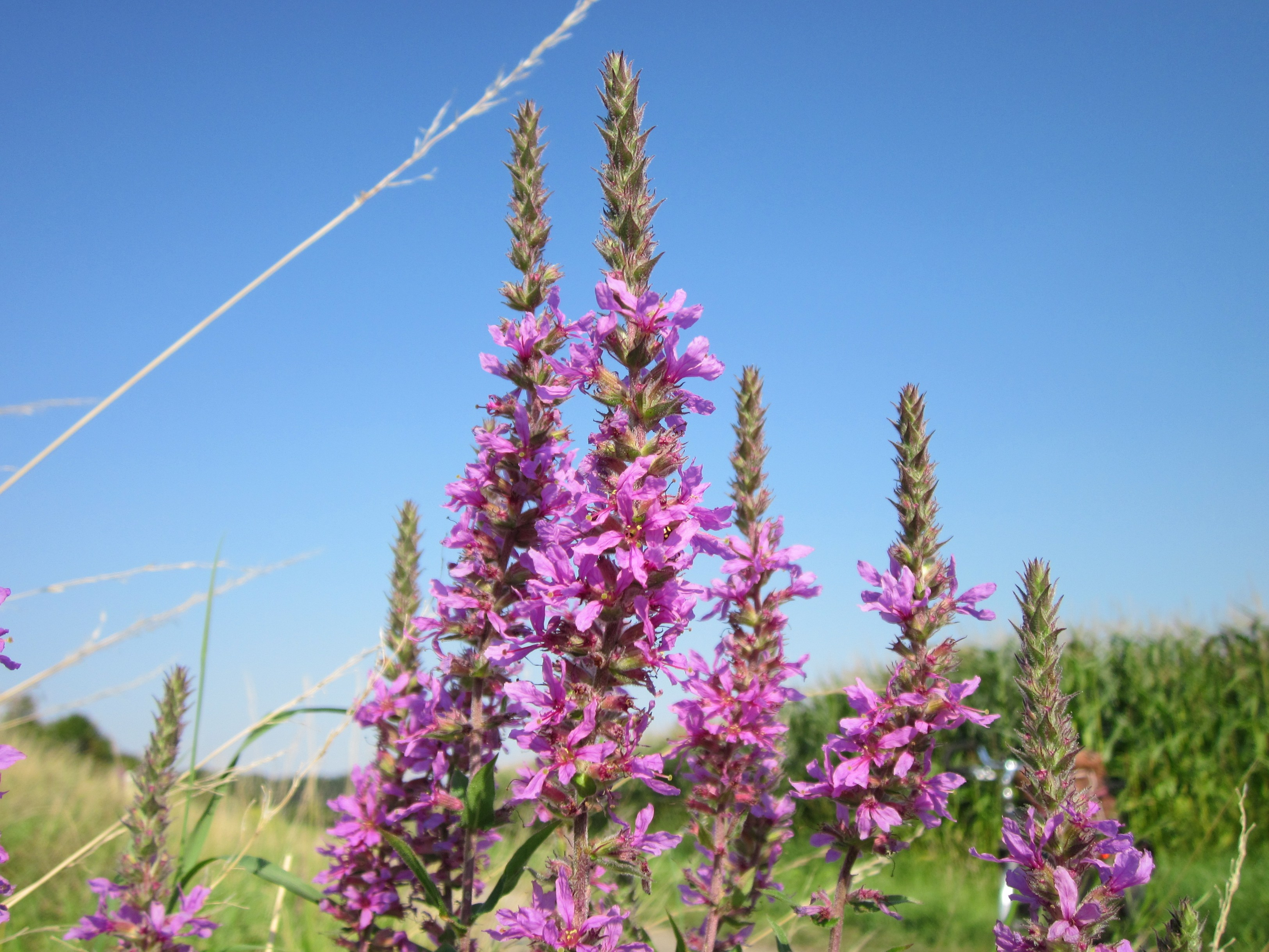
보라색 줄무늬 부처꽃(Lythrum salicaria)

약용식물(藥用植物)이란 질병의 치료에 이용하는 식물로서 식물성 생약의 원식물(原植物)이라고 할 수 있다.
약용식물은 식물 중에서 전체 또는 그 일부분이 사람이나 기타 동물에 대해서 어느정도의 약효를 지니는 것을 말한다. 흔히 약초(藥草)라고도 하는데, 여기에는 목본식물과 버섯 등의 균류도 포함되며, 넓은 뜻으로는 항생물질을 비롯한 약물을 생산하는 세균류도 포함되는 경우가 있다. 또한 함유하는 화학성분을 합성화학적으로 변화시킨 것이 약용되는 경우와 분비물 등이 약용되는 경우가 있는데 이것들을 약용자원 식물이라고도 한다. 식용식물이나 유독식물일지라도 약으로 이용되는 경우에는 약용식물로 분류된다.
약용식물은 세계 각지에서 쓰이고 있으며, 그 토지에 따라 이용되는 식물의 종류와 이용방법이 다르므로 용법에 유의해야 한다. 현재 약용식물로 이용되는 종류는 수천 종에 이르는데, 우리나라에는 약 700종이 재배되거나 자생하고 있다. 약용식물의 유효 성분은 주로 알칼로이드·정유·지방유·타닌 등이다.
한편 약용식물은 수요면으로 보아 의약용과 생약용이 있다. 의약용은 화학적으로 합성된 성분을 기반으로 만들어진 의약품이고, 생약용은 한약·가정약·민간약 등 예로부터 경험을 통해 약효가 알려진 것을 그 후 학술적 연구를 바탕으로 생약제제, 한약제제 등 의약용으로 이용하게 된 것을 말한다.

## 잎·꽃·열매를 이용하는 것
|  | - 코카나무 - 향쑥 - 알로에 - 사프란 |  | - 하늘타리 - 결명자 - 구기자나무 - 율무 |

## 관련 단체
- 한국약용작물학회

## 같이 보기
- 무감각증
- 가정 치료
- 자연 요법
- 향약제생집성방

## 참고 문헌
- 이 문서에는 다음커뮤니케이션(현 카카오)에서 GFDL 또는 CC-SA 라이선스로 배포한 글로벌 세계대백과사전의 "약용식물" 항목을 기초로 작성된 글이 포함되어 있습니다.